# Breaking and Entering: Music from the Film
Breaking and Entering: Music from the Film – ścieżka dźwiękowa skomponowana przez zespół Underworld i Gabriela Yareda do brytyjskiego filmu dokumentalnego Rozstania i powroty (ang. Breaking and Entering) w reżyserii Anthony’ego Minghelli, wydana jako album 27 października 2006 roku.

## Album

### Historia
Anthony Minghella przywiązuje dużą wagę do muzyki w swoich filmach. Towarzyszy ona w nich nie tylko obrazowi, ale uzupełnia go, tworząc z nim jedną całość. Często inspiruje reżysera, który słucha jej już podczas pisania scenariusza. Podobnie było w przypadku Rozstań i powrotów. Reżyser wykorzystując komputer przesłuchał wiele nagrań różnych wykonawców, spośród których uwagę jego zwróciły utwory PJ Harvey, Sigur Rós i „Ess Gee” zespołu Underworld. Minghella podjął wówczas decyzję, aby napisanie muzyki do realizowanego filmu powierzyć właśnie zespołowi oraz Gabrielowi Yaredowi, znanemu ze ścieżek dźwiękowych do jego poprzednich filmów (w tym do Utalentowanego pana Ripleya), oraz do innych filmów europejskich i amerykańskich (takich jak List w butelce czy Zatańcz ze mną).

Gabriel odkrył dwóch kompozytorów, którzy zaoferowali na wskroś nowoczesną perspektywę.

Improwizowaliśmy w Abbey Road w wielkim orkiestrowym studiu, używając elektroniki i tradycyjnych instrumentów akustycznych z całego świata.

### Wydania
Album ze ścieżką został wydany 27 października 2006 roku w Europie jako CD i w Stanach Zjednoczonych z tym samym zestawem utworów, ale ze skróconym tytułem i w innej okładce
18 października 2006 roku album wyszedł w Japonii z jednym utworem dodatkowym.

### Lista utworów
| 1.  | A Thing Happens         | 3:35  |
|     |                         |       |
| 2.  | St Pancras              | 4:24  |
|     |                         |       |
| 3.  | Sad Amira               | 3:38  |
|     |                         |       |
| 4.  | Monkey One              | 2:18  |
|     |                         |       |
| 5.  | Not Talking             | 1:54  |
|     |                         |       |
| 6.  | Hungerford Bridge       | 1:53  |
|     |                         |       |
| 7.  | We Love Bea             | 1:53  |
|     |                         |       |
| 8.  | Happy Toast             | 3:43  |
|     |                         |       |
| 9.  | Monkey Two              | 4:38  |
|     |                         |       |
| 10. | Will And Amira          | 2:54  |
|     |                         |       |
| 11. | Primrose Hill           | 2:22  |
|     |                         |       |
| 12. | So-Ree                  | 3:08  |
|     |                         |       |
| 13. | Mending Things          | 2:35  |
|     |                         |       |
| 14. | Broken Entered          | 3:27  |
|     |                         |       |
| 15. | Piano Modal             | 1:28  |
|     |                         |       |
| 16. | Counterpoint Hang Pulse | 13:29 |
|     |                         |       |
|     |                         | 57:19 |
|     |                         |       |

| 1.  | Underworld & Gabriel Yared – A Thing Happens         | 3:35    |
|     |                                                      |         |
| 2.  | Underworld & Gabriel Yared – St Pancras              | 4:23    |
|     |                                                      |         |
| 3.  | Underworld & Gabriel Yared – Sad Amira               | 3:38    |
|     |                                                      |         |
| 4.  | Underworld & Gabriel Yared – Monkey One              | 2:17    |
|     |                                                      |         |
| 5.  | Underworld & Gabriel Yared – Not Talking             | 1:53    |
|     |                                                      |         |
| 6.  | Underworld & Gabriel Yared – Hungerford Bridge       | 1:52    |
|     |                                                      |         |
| 7.  | Underworld & Gabriel Yared – We Love Bea             | 1:53    |
|     |                                                      |         |
| 8.  | Underworld & Gabriel Yared – Happy Toast             | 3:43    |
|     |                                                      |         |
| 9.  | Underworld & Gabriel Yared – Monkey Two              | 4:38    |
|     |                                                      |         |
| 10. | Underworld & Gabriel Yared – Will And Amira          | 2:53    |
|     |                                                      |         |
| 11. | Underworld & Gabriel Yared – Primrose Hill           | 2:22    |
|     |                                                      |         |
| 12. | Underworld & Gabriel Yared – So-Ree                  | 3:08    |
|     |                                                      |         |
| 13. | Underworld & Gabriel Yared – Mending Things          | 2:35    |
|     |                                                      |         |
| 14. | Underworld & Gabriel Yared – Broken Entered          | 3:27    |
|     |                                                      |         |
| 15. | Underworld & Gabriel Yared – Piano Modal             | 1:27    |
|     |                                                      |         |
| 16. | Underworld & Gabriel Yared – Counterpoint Hang Pulse | 13:28   |
|     |                                                      |         |
| 17. | Underworld – Jal To Tokyo (Riverrun Version)         | 5:45    |
|     |                                                      |         |
|     |                                                      | 1:02:57 |
|     |                                                      |         |

## Odbiór

### Opinie krytyków
| Recenzje       | Recenzje |
| Publikacja     | Ocena    |
| -------------- | -------- |
| RYM            | 3.39/5   |
| The Skinny     | [ 2 ]    |
| Tiny Mix Tapes | [ 8 ]    |

„Styl rave z lat 80. Ricka Smitha i Karla Hyde’a schodzi na dalszy plan wobec orkiestrowej atmosfery Gabriela w stylu Pasji Chrystusa, ale to właśnie ich subtelne syntezatory, nienachalne beaty i eteryczne efekty podnoszą organiczne założenia Yareda na wyższy poziom. Choć często niezwykle łagodna jak na standardy Underworld, ścieżka dźwiękowa Breaking & Entering jest urzekającym dziełem niedopowiedzianego orkiestrowo-elektronicznego piękna” – ocenia Alan Ranta z magazynu Tiny Mix Tapes.
„Brytyjscy królowie tańca Underworld połączyli siły z nagrodzonym Oscarem kompozytorem filmowym i scenicznym Gabrielem Yaredem, by wspólnie napisać ścieżkę dźwiękową do nowego filmu Anthony’ego Minghelli Breaking and Entering. Album jest pełen przejmujących, urzekających melodii, a biorąc pod uwagę połączenie ich kompozytorów, brzmi niespodziewanie majestatycznie” – uważa Karen Taggart z magazynu The Skinny.
„Mogło się wydawać, że brytyjska grupa elektroniczna ma niewiele wspólnego z romantyczną muzyką Yareda (...). Okazało się jednak, że wspólnie są w stanie stworzyć coś wyjątkowego. Underworld okazał się niezrównany w tworzeniu zapadających w pamięć dźwiękowych pejzaży, przywodzących na myśl klimaty bałkańskie i orientalne. To muzyka bardzo wyciszona, refleksyjna”.
Według redakcyjnego komentarza entertainment.ie „Yared (…) razem z Karlem Hyde’em i Rickiem Smithem, pionierami brytyjskiego techno-ambientu - stworzył (…) całkiem elegancką partyturę. W Breaking and Entering udało mu się subtelnie połączyć oba gatunki [muzykę klasyczną i taneczną], nie przytłaczając każdej kompozycji nadmiarem smyczków czy eksperymentalnych efektów któregoś z konspiratorów. (...) Z pewnością nie jest to tak oszałamiający eksperyment, jakim mógłby być, ale Breaking and Entering to wciąż ciekawe przedsięwzięcie w kierunku klasyczno-ambientowego chilloutu”.